# 上祐史浩
上祐 史浩（1962年12月17日—），曾經是奧姆真理教、Aleph信徒和幹部，現在為教團光之輪代表。

## 選舉
1990年曾參加第39屆日本眾議院議員總選舉，選區為東京都第5区，得到310票（0.07%）落選，是8位候選人中最低票數。
1995年10月6日以違反國土法及偽造有印私文書等罪被捕，遭判處三年有期徒刑。

## 外部連結
- 上祐史浩オフィシャルサイト （页面存档备份，存于）
- 上祐史浩オフィシャルブログ （页面存档备份，存于）
- 上祐史浩的X（前Twitter）
- 上祐史浩・ひかりの輪YouTubeチャンネル （页面存档备份，存于）